# Добри-Дол (Пловдивская область)
Добри-Дол (болг. Добри дол) — село в Болгарии. Находится в Пловдивской области, входит в общину Первомай. Население составляет 89 человек.

## Политическая ситуация
Добри-Дол подчиняется непосредственно общине и не имеет своего кмета.
Кмет (мэр) общины Первомай — Ангел Атанасов Папазов (коалиция партий: Союз свободной демократии (ССД), Земледельческий народный союз (ЗНС)) по результатам выборов.